# 小行星5090
小行星5090（英語：5090 Wyeth）是一颗围绕太阳公转的小行星。1980年2月9日，哈佛天文台在哈佛大学天文台发现了此天体。
这颗小行星的绝对星等为230.405355030504等。